# Гранатомёт Дьяконова

Ручная мортирка для метания гранат (гранатомёт Дьяконова).

Ружейный гранатомёт системы Дьяконова — индивидуальный ружейный гранатомёт, предназначенный для стрельбы с закрытых позиций осколочными гранатами по живой силе противника, находящейся в оборудованных огневых точках и полевых укреплениях, и недоступных для стрелкового оружия, ведущего огонь по настильной траектории, противотанковыми гранатами по легкобронированным целям, а также стрельбы другими типами гранат для сигнализации, оповещения, освещения, а также в учебных целях.
Ружейный гранатомёт системы Дьяконова в документах своего времени назывался ручной мортиркой для метания ружейных гранат, стоял на вооружении стрелковых формирований РККА ВС Союза ССР, и широко применялся в предвоенных конфликтах, в ходе Советско-финской войны и на начальном этапе Великой Отечественной войны. По штату стрелкового полка РККА в 1939 году на вооружении каждого стрелкового отделения стоял ружейный гранатомёт системы Дьяконова.

## Создание
8 марта 1916 года к ружейному полигону Офицерской стрелковой школы «для демонстрирования своих изобретений» был прикомандирован штабс-капитан 37-го Екатеринбургского полка М. Г. Дьяконов, проходивший до того обучение в Военной автомобильной школе. Михаил Григорьевич Дьяконов создал ружейную гранату, которая выстреливалась из ствола нарезной мортирки его конструкции.
Мортирка Дьяконова предназначалась для крепления на дульной части ствола винтовки Мосина образца 1891 года. Ствол мортирки выполнялся из цельнотянутой стальной трубы и имел калибр 40,5 мм. Мортирку и гранату даже успели принять на вооружение ВС России, но не успели поставить на производство, так как 1 марта 1918 года все работы свернули в связи с «демобилизацией промышленности».
В 1920-х годах гранатомёт конструкции Дьяконова вновь проходил испытания, граната подверглась модернизации с целью увеличения дальности стрельбы и в конце концов был принят на вооружение РККА в 1928 году решением РВС СССР, от 8 февраля 1928 года. Первый заказ (на 1929 год) на производство гранат составил 560 тыс. штук и стоил 5 млн рублей (около 9 рублей за одну гранату).

## Конструкция
Ружейный гранатомет Дьяконова представляет собой дульнозарядную систему.
Ружейный гранатомет состоит из мортирки, надеваемой на ствол 7,62-мм винтовки вместо штыка, сошки и угломера-квадранта.
Гранатомет (мортирка) состоял из трёх деталей: тела (ствола), чашки, шейки. Детали соединялись при помощи резьбы. Шейка имела фигурный вырез и надевалась на ствол винтовки таким же образом, как и штык. Ствол мортирки — нарезной с тремя нарезами, по которым идут ведущие выступы гранаты.
Для придания винтовке устойчивого положения при стрельбе под разными углами возвышения служит сошка. При установке гранатомёта для стрельбы острые концы ножек сошки втыкаются в землю. На стойке сошки укрепляется обойма, в которую вкладывается винтовка. При этом обойму можно закрепить зажимом на любой высоте.
Для наводки ружейного гранатомёта на цель служит угломер-квадрант, который крепится к винтовке с помощью хомутика. К левой стороне хомутика прикрепляется коробка квадранта, а к правой — угломер с визирной линейкой. Квадрант служит для придания гранатомёту при вертикальной наводке требуемых углов возвышения и склонения. Угломер служит для горизонтальной наводки гранатомета.

## Обслуживание гранатомёта
Ружейный гранатомёт обслуживался расчётом из двух человек: наводчика и заряжающего. В обязанности наводчика входило: переноска и установка гранатомёта, наводка на цель и производство отстрела. Заряжающий переносил боекомплект гранатомёта (16 гранат), оказывал помощь при установке и наводке гранатомёта, производил установку дистанционной трубки и осуществлял зарядку мортирки гранатой.
При стрельбе ружейными гранатами получается очень большая отдача, поэтому приклад винтовки можно упирать только в землю; если его упереть в плечо, то он может разбить ключицу. Для упора приклада винтовки в землю выкапывают ямку. Зимой под приклад подкладывается, кроме того, специальная подушечка, чтобы ложа винтовки не треснула при стрельбе; упирать приклад винтовки в камень или в мёрзлую землю нельзя. При заряжании гранатой затвор винтовки должен быть открыт, чтобы избежать случайного выстрела.

## Применяемые боеприпасы

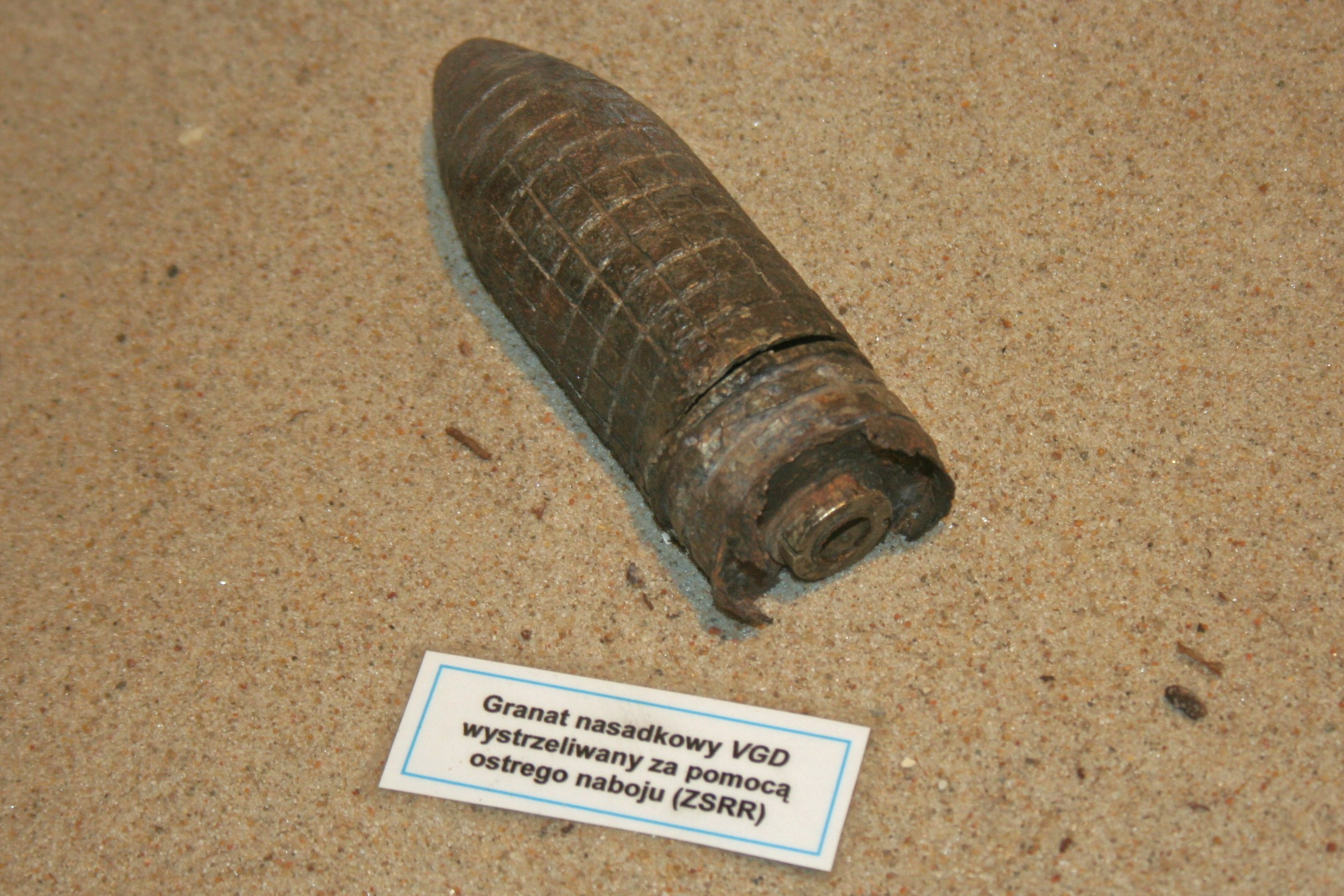
Винтовочная граната Дьяконова в польском музее

### Осколочная граната
Основной вид боеприпаса ружейного гранатомета. Был принят на снабжение совместно с гранатомётом. Конструкция позволяет для стрельбы использовать боевые патроны, что дает определённые тактические преимущества в бою.
Граната состоит из корпуса с головкой, заряда ВВ, поддона корпуса, центральной трубки (которая служит для прохода пули), дистанционного взрывателя, обтюратора и предохранительного колпачка либо чехла.
Корпус гранаты изготовлен из металла, он имеет вертикальные и горизонтальные насечки, предназначенные для облегчения дробления корпуса при взрыве заряда гранаты. Выпускались также и гранаты с гладким корпусом, не имеющим насечек. В верхней части к корпусу крепится при помощи оловянного припоя головка. Заряд ВВ располагается в корпусе гранаты. В качестве основного ВВ при изготовлении гранаты применялся порошкообразный тротил.
На заднем конце центральной трубки закрепляется дистанционная трубка, которая служит для взрывания гранаты над целью на различных дальностях. Установка гранаты на разрыв производится поворотом специального дистанционного диска (с делениями). Для увеличения дальности стрельбы граната имеет дополнительный вышибной заряд, состоящий из 2,5 граммов бездымного пороха, насыпанного в шёлковый мешочек. Этот заряд приклеивается ко дну гранаты. Взрываясь в момент выстрела, он увеличивает давление пороховых газов на дно гранаты, а, следовательно, и дальность стрельбы.
Граната состояла на вооружении Красной Армии с конца 1920-х до начала 1940-х годов. Она применялась в финской войне и в первые месяцы Великой Отечественной войны. Граната зарекомендовала себя как малоэффективная и ненадежная.

### Винтовочная сигнальная граната дневного действия
Винтовочная сигнальная граната дистанционного действия, предназначена для передачи сигналов в дневное время суток. При сгорании образует сигнальное облако тёмно-красного, оранжевого, жёлтого, синего или зелёного цветов. Для стрельбы используются только холостые патроны. Была принята на вооружение в 1936 г.
Граната состоит из корпуса, донной пробки, вышибных зарядов, мешочка с дымовым зарядом, замедлителя, предохранительного картонного кружка. Корпус гранаты изготовлен из картона, толщина стенок корпуса около 2 мм.
Корпус надевается на пробку и крепится при помощи клея и гвоздей. Донная пробка изготовлена из бумаги методом штамповки. Имеет на внешней поверхности три выступа, которые соответствуют нарезам мортирки. Замедлители представляют собой два отрезка огнепроводного шнура, рассчитанные на 2,5 с горения. Они вставляются в отверстия донной пробки и крепятся при помощи клея. Два шнура должны дублировать друг друга и обеспечить безотказность срабатывания. Дымовой заряд состоит из полотняного мешочка, внутри которого размещается пиротехнический состав, образующий дымовое облачко при сгорании. В верхнюю горловину входит несколько ниток стопина, заключённых в бумажную оболочку. Они предназначены для передачи луча огня от замедлителя к дымовому составу. Вышибные заряды дымного пороха помещаются внутри корпуса выше и ниже мешочка с дымовым составом.
Высота подъёма гранаты при выстреле с углом возвышения 85—90° составляет 180—200 м. При срабатывании гранаты образуется облако дыма округлой формы. Первые 2—4 с цвет облака трудно различим, но затем облако рассеивается и приобретает окраску. При средней скорости ветра облачко дыма наблюдается в течение 20—40 с. В безветренную погоду время наблюдения облачка достигает 1—1,5 минуты. Цвет сигнального дыма стабильно различается визуально на расстоянии 3—4 км.
Корпус гранат дневного действия окрашивается в чёрный цвет. Головная (оживальная) часть корпуса окрашивается в цвет дыма, который она создаёт.

### Винтовочная сигнальная граната ночного действия
Винтовочные сигнальные и осветительные гранаты дистанционного действия, предназначены для передачи сигналов, а также освещения в ночное время суток. При сгорании снаряжения гранаты образуется ярко горящая звёздка белого огня (осветительная граната) или красного, жёлтого, синего или зелёного цветов (сигнальная граната). Для стрельбы используются только холостые патроны. Была принята на вооружение в 1936 г.
Устройство гранаты сходно с устройством сигнальной гранаты дневного действия, только вместо дымового заряда используется сигнальная или осветительная звёздка. Она представляет собой прессованный из пиротехнического состава цилиндр диаметром около 32 мм и высотой от 40 до 50 мм. Габариты звёздки зависят от рецептуры и цвета состава.
Высота подъёма гранаты при выстреле с углом возвышения 45—55° составляет 150 м, дальность стрельбы достигает около 230 м. При срабатывании гранаты образуется звёздка цветного огня. Осветительные гранаты горят 6—7 секунд, освещая круг местности диаметром 200 м. Сигнальные гранаты горят 10—11 секунд. Видимость сигналов и различимость окрасов достигает 10—12 км. В тёмную, ясную ночь видимость сигнала могла достигать 25 км.
Корпус гранат ночного действия окрашивается в чёрный цвет. Донная пробка корпуса окрашивается в цвет сигнала, который граната создаёт. Для определения типа гранаты в темноте на предохранительном картонном кружке наносятся выпуклые знаки.

### Имитационная винтовочная граната
Имитационная винтовочная граната дистанционного действия, предназначена для имитации стрельбы боевыми гранатами из гранатомёта системы Дьяконова. При разрыве гранаты дают сильный звук, облачко серо-бело цвета и хорошо видную в темноте вспышку. Для стрельбы используются только холостые патроны. Была принята на вооружение в 1936 г.
Винтовочная имитационная граната состоит из корпуса, донной пробки, порохового заряда, замедлителя, предохранительного картонного кружка со знаком. Корпус гранаты имеет цилиндрическую форму, изготовлен из картона, толщина стенок корпуса около 3,8 мм.
Головная часть корпуса имеет оживальную форму. Донная пробка изготовлена из бумаги методом штамповки. Имеет на внешней поверхности три выступа, которые соответствуют нарезам мортирки. Замедлители представляют собой два отрезка огнепроводного шнура длиной 75 мм, рассчитанные на 7,5 с горения. Два шнура должны обеспечить безотказность срабатывания. Порох засыпается непосредственно в корпус.
Высота подъёма гранаты при выстреле с углом возвышения 85—90° составляет 150 м. Дальность стрельбы при подъёме 45-55° достигает 300—350 м. При срабатывании гранаты образуется облачко серо-белого цвета, различимое в ясную погоду с расстояния в З км. Видимость вспышки от взрыва ночью 2—3 км. При разрыве гранаты на земле образуется небольшая воронка.
Корпус имитационной гранаты окрашивается в чёрный цвет. Головная часть корпуса окрашивается серебрянкой. Для определения типа гранаты в темноте на предохранительном картонном кружке наносится выпуклый знак — кольцо.

### Винтовочнаякумулятивная гранатаВКГ-40
Винтовочная кумулятивная граната предназначена для борьбы с легкобронированной техникой (легкие танки, танкетки, бронеавтомобили и бронетранспортеры), с подвижными средствами противника, не защищенными броней, а также с огневыми точками. Метание гранаты производится из модернизированного гранатомета Дьяконова (после доработки под гранату ВКГ-40 гранатомет нельзя использовать для стрельбы другими типами гранат). Для стрельбы используются только холостые патроны. Была принята на вооружение в 1944 г.
Граната состоит из корпуса, заполненного зарядом ВВ и взрывателя. Корпус гранаты окрашен в зелёный цвет, головная (оживальная) часть гранаты окрашена в чёрный цвет.
Корпус состоит из цилиндрической части, конусной донной части, закрывающейся алюминиевым колпачком при помощи резьбы и головной части — оживала. Заряд ВВ имеет кумулятивную выемку, облицованную жестью. На внешней поверхности цилиндрической части корпуса имеются три ведущих выступа. В донной части гранаты расположен инерционный взрыватель, закрываемый алюминиевым колпачком. Взрыватель гранаты состоит из ударника с жалом, оседающего цилиндра, проволочной чеки и детонатора.
Метание гранаты из гранатомета производится только при помощи специального холостого патрона. Он представляет собой гильзу патрона калибра 7,62 мм, снаряженную порохом марки П-45 или ВП весом 2,75 г. Дульце патрона обжато звездочкой, для герметичности залито лаком и окрашено в чёрный цвет

### Сравнительная таблица
| Таблица ТТХ выстрелов, используемых ружейным гранатометом Дьяконова |                  |                   |               |                       |                                 |                        | |
| Тип                                                                 | Масса гранаты, г | Длина гранаты, мм | Вес заряда, г | Дальность выстрела, м | Высота подъёма по траектории, м | Снаряжение гранаты     | Действие гранаты                                                                                         |
| винтовочная осколочная граната                                      | 360              | 115               | 50            | 150…850               | —                               | тротил                 | радиус разлета осколков — до 30 м; количество осколков — до 200                                          |
| винтовочная сигнальная граната дневного действия                    | 130              | 141               | —             | до 230                | 200                             | пиротехнический состав | различимость цвета сигнального дыма до 3−4 км; время наблюдения облачка до 1−1,5 минуты                  |
| винтовочная сигнальная граната ночного действия                     | 170              | 141               | —             | до 230                | 200                             | пиротехнический состав | видимость сигналов и различимость окрасов до 10−12 км; время горения заряда — 10−11 с                    |
| винтовочная сигнальная граната ночного действия (осветительная)     | 170              | 141               | —             | до 230                | 200                             | пиротехнический состав | время горения осветительной гранаты 6−7 секунд, освещается круг местности диаметром 200 метров           |
| имитационная винтовочная граната                                    | 170              | 141               | —             | до 350                | до 250                          | порох                  | облачко серо-белого цвета, различимое днём с расстояния в З км; видимость вспышки от взрыва ночью 2−3 км |
| винтовочная кумулятивная граната ВКГ−40                             | 220              | 144               | 90            | 150                   | —                               | тротил                 | бронепробиваемость (при угле встречи 90°) — 50 мм                                                        |

## Боевое применение
Гранатомет состоял на вооружении Красной Армии с конца 1920-х до начала 1940-х годов. Он применялся во всех конфликтах с участием СССР в 1930-е гг., в Советско-финской войне и в первые месяцы Великой Отечественной войны. Осколочная граната зарекомендовала себя как малоэффективная и ненадежная. Сигнальные и осветительные гранаты, несмотря на весьма приличные характеристики, в реальной боевой обстановке постоянно выходили из строя по причине малой механической прочности и водобоязни картонных корпусов. Гранатометный расчет составлял два человека, тем не менее, процесс заряжания и выстрела был длительным и сложным.
К 1942 году ружейный гранатомет на вооружении уже не состоял и из штатного расписания стрелковых подразделений был вычеркнут в 1941—1942 гг.
К концу войны гранатомет вновь появился в войсках, теперь уже в качестве противотанкового с кумулятивной гранатой ВКГ-40, но популярности не снискал, как по причине малой поражающей способности самой гранаты, так и сложности заряжания, тем более в войсках уже появились ручные кумулятивные гранаты и трофейные противотанковые гранатомёты.

## Оценка проекта
Приняв на вооружение гранатомет и гранату системы Дьяконова к 1930-му году Красная Армия получила систему, актуальную в прошлой войне, более или менее пригодную для ведения позиционных боевых действий, но почти бесполезную в подвижной войне. Граната и гранатомет Дьяконова были современными в 1916 году, но к концу 1920-х годов морально устарели.
Для того, чтобы совершить выстрел, надо было оценить на глаз расстояние до цели гранатометчику, затем по таблице (или на память) определить положение прицела для стрельбы на эту дальность, от наводчика требовалось установить время горения дистанционной трубки гранаты с таким расчетом, чтобы взрыв произошел над целью на высоте нескольких метров, что обеспечивало максимальное осколочное поражение и вложить гранату в ствол. В результате сложной подготовки к выстрелу скорострельность из гранатомета была невысокой и реально составляла 3-4 выстрела в минуту для очень опытного расчета. Конечно, были у гранатомета Дьяконова и преимущества, например возможность вести огонь из винтовки не снимая мортирки, и стрельба осколочными гранатами при помощи тех же боевых патронов, но они терялись в тени её недостатков.
Несмотря на архаичность гранатомётов подобной конструкции, после окончания Великой Отечественной войны ВПМЗ «Молот» в 1950 году освоил производство 40-мм ружейных мортирок ВГ-44 и ВГ-45 для карабина образца 1944 г. и самозарядного карабина Симонова соответственно. Винтовочные гранатомёты были приняты на вооружение Советской Армии вместе со специальными 40,6-мм осколочными и кумулятивными гранатами. Винтовки M14, FN FAL и HK G3 также имели возможность стрельбы винтовочными гранатами. Сегодня идея ствольных гранатомётов реализовывается в устройстве для выбивания дверей SIMON breach grenade.